# Palczak madagaskarski
Palczak madagaskarski, palczak, aj-aj (Daubentonia madagascariensis) – gatunek ssaka naczelnego, jedynego współcześnie żyjącego przedstawiciela rodziny palczakowatych (Daubentoniidae), blisko spokrewniony z większym od niego, wymarłym Daubentonia robusta.
Palczak jest największym z naczelnych, które prowadzą nocny tryb życia.

## Taksonomia
Gatunek po raz pierwszy naukowo opisał w 1788 roku niemiecki przyrodnik Johann Friedrich Gmelin nadając mu nazwę Sciurus madagascariensis. Miejsce typowe według oryginalnego opisu to południowo-zachodni Madagaskar (łac. Habitat in occidentali parte insulae Madagascar). Gmelin swój opis oparł na „Le Aye-aye” Pierre’a Sonnerata z 1782 roku.
Wschodnie i północno-zachodnie populacje D. madagascariensis różnią się wyraźnie wielkością ciała, przy czym osobniki na wschodzie są zwykle większe.
Autorzy Illustrated Checklist of the Mammals of the World uznają ten takson za gatunek monotypowy.

### Etymologia
- Daubentonia: Louis Jean Daubenton (1716–1800), francuski przyrodnik[14].
- madagascariensis: Madagaskar, od Madageiscar, bazwy która jest prawdopodobnie XIII-wiecznym zniekształceniem Mogadiszu (perska siedziba króla Maq’ad is-Shah), somalijskiego portu, z którym Marco Polo pomylił wyspę[15].

## Zasięg występowania
Palczak madagaskarski występuje na Madagaskarze, głównie we wschodnich, północnych i środkowo-zachodnich częściach wyspy, ale najwyraźniej w niewielkich skupiskach na większości obszarów przybrzeżnych; nie jest pewne, czy występował na Nosy Mangabe przed wprowadzeniem go na tę wyspę w połowie lat sześćdziesiątych.

## Charakterystyka
Palczak madagaskarski ma ciało wielkości kota, z dużą głową i krótkim pyskiem, uszy duże, chwytne palce u rąk i nóg. Długość ciała (bez ogona) 30–37 cm, długość ogona 44–53 cm; masa ciała 2,4–2,6 kg (samice są nieco mniejsze i lżejsze od samców). Ciało pokryte jest dwoma rodzajami sierści: długimi, grubymi i czarnymi włosami (wśród których niektóre mają białą końcówkę) oraz krótkimi i jasnymi włosami otaczającymi głównie twarz. Uszy są duże, trójkątne i nieowłosione. Nos jest różowy, oczy żółto-pomarańczowe lub jasnobrązowe otoczone ciemnymi pierścieniami futra. Duży puszysty ogon.
Jego charakterystyczną cechą jest to, że posiada cienki, długi palec środkowy, zakończony hakowatym pazurem. Palec ten służy mu do opukiwania pni drzew głównie bambusa, a następnie wyciągania owadów i ich larw przez szczeliny, które wygryza swoimi długimi siekaczami. Ponadto siekacze te charakteryzują się wzrostem przez całe życie palczaka - zupełnie jak u gryzoni. Zredukowana liczba zębów - z formuły 2.1.3.3 charakterystycznej dla małpiatek palczak przeszedł na formułę 1.0.1.3 dla górnej szczęki i 1.0.0.3 dla dolnej.

## Ekologia
D. madagascariensis zazwyczaj prowadzą samotniczy tryb życia, jednak stwierdzono również żerowanie w grupach składających się z 2-3 osobników. Nie tworzą ścisłych społeczności, najbardziej zażyłe stosunki utrzymują z palczakami, z którymi ich terytoria się pokrywają. Zazwyczaj unikają interakcji z osobnikami tej samej płci, samice reagują na siebie nawzajem bardziej agresywnie niż samce. W czasie godów samce mogą spać w jednym gnieździe z samicami, jak również z innymi samcami.
Palczaki pierwotnie oraz wtórnie zasiedlają wzniesienia w lasach deszczowych i lasach liściastych. Można je również spotkać na obszarach uprawnych (plantacje kokosów i liczi). Żywi się owadami, kokosami, owocami, bambusem oraz trzciną cukrową.
Tworzą gniazda w rozgałęzieniach drzew lub splotach lian i gałęzi. Jednego gniazda używają kilka dni, po czym przenoszą się. Opuszczone gniazdo często zostaje zajęte przez inne osobniki tego gatunku.
Porozumiewają się używając sygnałów dźwiękowych. Rozpoznano 9 rodzajów odgłosów dotyczących różnych sytuacji. Inną formą komunikacji jest pozostawianie śladów zapachowych w wydalanym moczu, które informują o płci, wieku, stanie reprodukcyjnym oraz terytorium danego osobnika.
Gody u palczaków nie występują sezonowo. Samice są cyklicznie gotowe do godów, ich cykl trwa średnio 47 dni i charakteryzuje się zmianami i kolorze i wielkości sromu. Kopulacja występuje w fazie, kiedy srom ma 25mm średnicy i kolor czerwony, w innych fazach jest szary i kurczy się do 5 mm średnicy. Podczas rui samice kopulują z więcej niż jednym samcem.
Ciąża trwa 158-172 dni. Samica rodzi jedno młode co 2-3 lata.
Młode palczaki mają zielone oczy i miękkie uszy. Rozwijają się powoli. Po 20 tygodniach od urodzenia zrzucają uzębienie mleczne. Od piersi odstawiane są po 28 tygodniach. Pełną sprawność ruchową osiągają po 9 miesiącach, a dojrzałość seksualną po 2,5 roku.
Całkowita niezależność ruchu środkowego palca pozwala palczakowi na lokalizowanie larw owadów w konarach drzew poprzez opukiwanie drewna w obrębie szczelin, oraz pomaga znajdować i wydłubywać larwy z tych ubytków. Stale rosnące siekacze pozwalają powiększać otwory w drewnie, jak również tworzyć nowe. Pożywienie stanowią więc larwy owadów, jak również nasiona, do zdobywania których palczak wykorzystuje siekacze oraz wydłużone palce. Dietę wzbogacają również jaja, owoce i orzechy.
Żyje ok. 20 – 25 lat. Jest małpiatką aktywną w nocy, w związku z tym posiada w oku błonę odblaskową. Od roku 1933 uważany za gatunek wymarły, w 1961 odkryty ponownie. W kolejnych latach odkryto kolejne jego populacje. Obecnie jest uważany za gatunek dość szeroko rozprzestrzeniony, ale nadal narażony na wyginięcie.

## Lokalne wierzenia związane z palczakiem madagaskarskim
Tubylcy wierzą, że skierowanie przez palczaka najdłuższego palca w kierunku człowieka zwiastuje szybką i nagłą śmierć tej osoby, według nich są zwiastunem zniszczeń upraw, również utożsamiane z demonami, co powoduje, że giną z rąk ludzi.

## Inne
Gatunek ten został spopularyzowany dzięki postaci Maurice’a z filmu Madagaskar.